# José Artur Boiteux
José Artur Boiteux (São Sebastião de Tijucas, 9 de dezembro de 1865 — Florianópolis, 8 de janeiro de 1934) foi um jornalista, historiador e advogado brasileiro, considerado o patrono do ensino superior em Santa Catarina.

## Biografia
Filho do tenente-coronel Henrique Carlos Boiteux e Maria Carolina Jaques Boiteux, era neto do comerciante suíço-francês Lucas Boiteux (Neuchâtel, 1798), que veio para o Brasil em 1825. Foi casado com Jocelina Jacques Boiteux, com quem teve quatro filhos.
Nascido na pequena cidade de São Sebastião de Tijucas (atual Tijucas), em 1865, ele pertenceu a uma geração que deu a Santa Catarina, no domínio das Letras, Cruz e Sousa, Luís Delfino, Santos Lostada, Virgílio Várzea, Oscar Rosas, Lucas e Henrique Boiteux, seus irmãos, Araújo Figueiredo e Delminda Silveira e teve convivência com outros mais novos, como Monsenhor Manfredo Leite, Mâncio Costa, Sebastião Furtado, Altino Flores, Henrique Fontes, Othon Gama D’Eça, Diniz Júnior, Edmundo da Luz Pinto e Ivo D’Aquino. Por sua iniciativa, foi criada, em 30 de outubro de 1920, a Sociedade Catarinense de Letras, que originou, em 1924, inspirada na Academia Brasileira de Letras, a Academia Catarinense de Letras.
José Artur Boiteux foi um dos fundadores da Faculdade de Direito de Santa Catarina, em 11 de fevereiro de 1932, juntamente com Henrique Rupp Junior, Henrique Fontes, Othon da Gama Lobo d'Eça, Nereu Ramos, Alfredo von Trompowsky e Fúlvio Aducci.
Boiteux foi deputado estadual por Santa Catarina na 1ª legislatura (1894 — 1895), 2ª legislatura (1896 — 1897), 3ª legislatura (1898 — 1900) e na 9ª legislatura (1916 — 1918).
Foi também sócio-correspondente do Instituto Histórico e Geográfico do Espírito Santo e fundador do Instituto Histórico e Geográfico de Santa Catarina. Outra contribuição de Boiteux durante seus anos de Secretário de Estado foi conseguir, em parte por subscrição pública, erguer a estátua de Fernando Machado e os bustos de Cruz e Sousa, Anita Garibaldi, Jerônimo Coelho e Victor Meirelles, além de colocar em locais históricos de Florianópolis algumas placas assinalando o que ali ocorreu de significação para os anais da vida catarinense.
Há, ainda, um aspecto da personalidade de José Boiteux que nesta síntese biográfica não deve ser omitido: o exemplar desinteresse de vantagens pessoais, com que sempre atuou em todos os cargos exercidos, e que o fez chegar quase aos sessenta anos de idade, sem contar com um emprego estável para assegurar-lhe e à família um razoável padrão de vida. Foi Hercílio Luz, com quem vinha servindo desde a Proclamação da República que, impressionado com a situação do velho amigo e prestativo colaborador, nomeou-o Juiz de Direito e promoveu-o a Desembargador.

## Representação na cultura
- O município de José Boiteux é assim denominado em sua homenagem.
- Na Universidade Federal de Santa Catarina, uma das fundações leva o seu nome.[6]
- Em 2015, a Empresa de Correios e Telégrafos (ECT) lançou um selo e um carimbo alusivos ao sesquicentenário de José Arthur Boiteux.[7]

## Obras
- A Imprensa Catarinense (1911)
- Arcaz de um Barriga-Verde (1933)
- Rui Barbosa (1930)